# Militær fysisk træningslære
Militær fysisk træningslære er det teoretiske grundlag for træningskonceptet Militær Fysisk Træning i det danske forsvar. Militær Fysisk Træning er udviklet af Center for Militær Fysisk Træning (dengang Center for Idræt) ved Forsvarets Sundhedstjeneste tilbage i 2006. Militær Fysisk Træningslære er kommet til i løbet af 2015 og er under stadig udvikling. Militær fysisk Træningslære forklarer en række træningsrelaterede begreber (såsom træningsdomænerne styrke, udholdenhed og mobilitet, træningsmetoder såsom styrketræning osv. samt træningsparametre såsom frekvens, volumen, intensitet m.m.) og beskriver den grundlæggende træningsteori (adaptation, superkompensation, stress-akkumulation osv.) og præsenterer en række træningsprincipper for den træning der planlægges og udføres i det danske forsvar.   
Træningsprincipperne i militær fysisk træning er en række retningslinjer for planlægningen af god og hensigtsmæssig træning til især militære enheder. Der er i høj grad tale om pragmatiske betragtninger. Der er 8 principper for træningsplanlægning, øvelsesvalg m.m. samt 4 principper for bevægelse. 

## Planlægningsprincipperne
- GAS-Princippet
- Simplicitetsprincippet

- Kontinuitetsprincippet
- Specificitetsprincippet
- Variationsprincippet
- SUM-princippet
- Autoreguleringsprincippet
- Individualiseringsprincippet

## Bevægelsesprincipperne
- Princippet om teknisk mål
- Princippet om teknisk tærskel
- Joint-by-joint princippet
- Vægtstangsprincippet

### Motivation i Militær Fysisk Træning
Den teoretiske baggrund for motivationsdelen i Militær Fysisk Træning er Ryan og Deci's Selv-bestemmelsesteori.